# 布氏凡鯔
布氏凡鯔為輻鰭魚綱鯔形目鯔科的其中一種，分布於印度西太平洋區，從南非至萬那杜海域，體長可達100公分，棲息在沿海、河口、河川下游，以藻類、有機碎屑、甲殼類等為食，可做為食用魚。

## 擴展閱讀
維基物種上的相關：布氏凡鯔